# Lennart Johansson

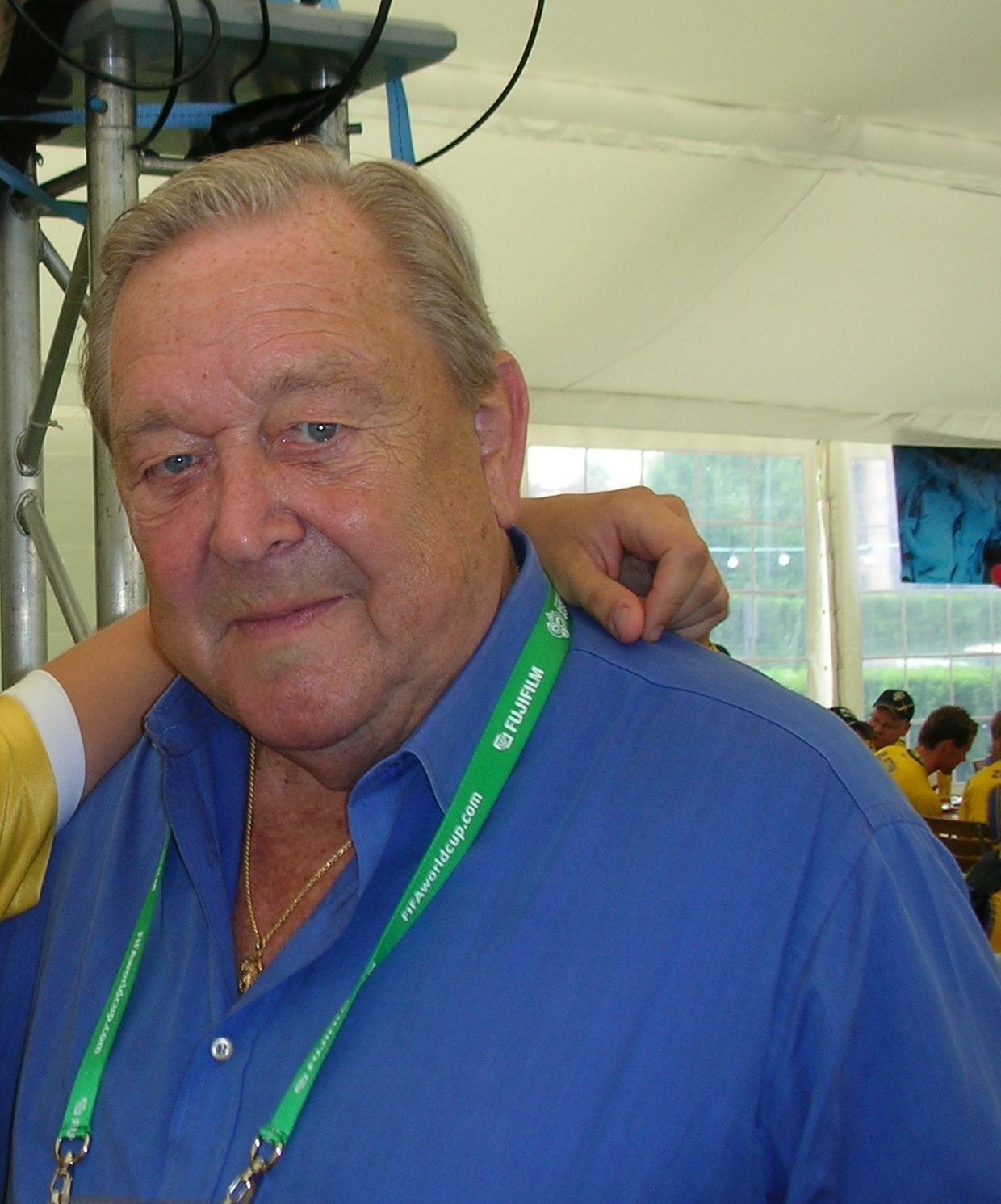
Lennart Johansson (2006)

Lennart Johansson (* 5. November 1929 in Stockholm; † 4. Juni 2019) war ein schwedischer Sportfunktionär. Er war vom 19. April 1990 bis zum 26. Januar 2007 Präsident des europäischen Fußballverbandes UEFA und Mitglied des Exekutivkomitees des Weltfußballverbandes FIFA in der Funktion des Vizepräsidenten. Ab dem 26. Januar 2007 war Johansson Ehrenpräsident der UEFA.

## Werdegang
Johansson war zu Beginn seiner Karriere in Schweden bei Forbo Forshaga Göteborg Geschäftsführer (1950–1990), gleichzeitig bei Forbo Giubiasco Vorstandsmitglied (seit 1980), bei Forbo AG Eglisau Mitglied Member ExCo (1980–1990), bei AB Svenska Spel Visby Vorstandsmitglied (seit 1984), bei AB Operakällaren Vorstandsmitglied (seit 1990), bei AIK Fotboll AB Vorsitzender (seit 1999) sowie Ehrenpräsident bei den schwedischen Verbänden FA/SEF/AIK.
Bei der Wahl zum neuen Präsidenten des Weltfußballverbandes FIFA unterlag er 1998 dem bisherigen Generalsekretär Sepp Blatter.
Johansson war Vorsitzender der Organisationskommission für die Fußball-Weltmeisterschaft 2006 in Deutschland und ebenso bei der WM 2002 in Japan und Korea.
Er gehörte neben Sepp Blatter, dem FIFA-Präsidenten, zu den einflussreichsten und mächtigsten Persönlichkeiten des Weltfußballs. Er wurde am 19. April 1990 Nachfolger des französischen UEFA-Präsidenten Jacques Georges und war seit dieser Wahl auch automatisch Vizepräsident der FIFA. Bevor er zur UEFA wechselte, stand er fünf Jahre an der Spitze des schwedischen Fußballverbandes. Seit 2001 wird der nach ihm benannte Lennart-Johansson-Pokal an den schwedischen Fußballmeister vergeben. Auch der Pokal der seit 2013 existierenden UEFA Youth League wurde nach Johansson benannt. 2005 erhielt er für seine Verdienste das Große Bundesverdienstkreuz.
Im Juli 2006 teilte Johansson mit, sich bei der nächsten Wahl zum UEFA-Präsidenten im Januar 2007 wieder zur Wahl zu stellen. Jedoch verlor er die Abstimmung am 26. Januar mit 23:27 Stimmen gegen den einzigen Gegenkandidaten Michel Platini aus Frankreich. Nach seiner Niederlage wurde Johansson auf Vorschlag Platinis jedoch zum Ehrenpräsidenten der UEFA ernannt. Johansson wurde 2007 zum Ehrenmitglied des Deutschen Fußball-Bundes (DFB) ernannt.
Johansson erlitt im Sommer 2008 einen Schlaganfall. Er starb am 4. Juni 2019 nach kurzer, schwerer Krankheit.
Johannson wohnte in Stockholm und beherrschte neben seiner Muttersprache Schwedisch auch Englisch und Deutsch.